# ノラガミ
『ノラガミ』は、あだちとかによる日本の漫画。講談社『月刊少年マガジン』2011年1月号から2024年2月号まで連載された。
祀る社を持たない“野良神”である無名の武神夜トを主人公に、彼や周囲の人々（神々）を巡る戦いを描いたバトル漫画。主人公を含む日本の神とそれを取り巻く環境を題材に描いた現代和風ファンタジーバトルであり、2014年と2015年にはアニメ化されている。2024年2月時点で全世界累計発行部数は800万部を記録している。

## あらすじ
社を持たない無名の神夜ト（やと）は、たった5円の賽銭で水道管修理やらコンビニのアルバイトなどなんでも引き受けるデリバリーゴッドである。とある依頼を遂行中だった夜トは、不注意から中学生の少女・壱岐ひよりを交通事故に遭わせてしまう。ひよりは一命を取り留めたが、幽体離脱しやすい体質になってしまい、その体質改善のために夜トと関わるようになる。
彼岸の世界に関わるようになったひよりは、たびたび邪悪な妖に襲われるようになる。彼女を妖から救うため、夜トは武器として仕えてくれる「神器」に、わずか14歳で死んだ少年霊を見出す。夜トに「雪音」の名を与えられた少年は、優しく接してくれるひよりを慕う一方で、神らしからぬ振る舞いを見せる夜トに反発し、また、此岸への未練からやがて万引きなどの盗みを犯し始めるが、それらの行いは夜トの体に消えない穢れを植えつけていく。そして雪音の心の穢れは遂に、夜トの命を脅かし、雪音自身まで妖に変えかけるほどのものとなるが、「若くして落命した雪音に人として生きるチャンスを与えたい」と言う夜トの真意を知ると、雪音は激しい苦痛を伴う「禊」に耐えて心を清め、ようやく夜トを主として認めるのだった。
時を同じくして、最強の武神と謳われる七福神・毘沙門天が夜トの前に現れる。彼女は、かつて仕えていた神器たち「麻」の一族を皆殺しにした夜トを仇敵として付け狙っていた。「麻」の一族は、不浄を抱き主神を穢した犯人捜しが原因で互いへの疑心暗鬼に陥り、そのほとんどが妖化して毘沙門の命を脅かしたのだ。「麻」の一族唯一の生き残り・兆麻から依頼された夜トは、妖化した「麻」の一族を殺すことで毘沙門を救ったが、結果として彼女は強い罪悪感を抱くようになり、自らの負担を承知の上で無闇に死霊を召し上げ新たな神器「巴」の一族を増やし続けていた。しかし限度を超えた死霊の召し上げは、主神に顧みられない寂しい神器を増やす行為でもあり、神器の心に隙間を作っていることに毘沙門は気づいていない。
毘沙門の神器の一人・陸巴は、そんな彼女を代替わりさせるために夜トを利用しようと目論み、夜トの弱点であるひよりの霊体を高天原へ拉致する。肉体と霊体が引き離され、生命の危機に陥ったひよりを助けるため、夜トは高天原の毘沙門天の本拠地へ殴り込む。互いを誤解したまま夜トと毘沙門天は戦い始めるが、陸巴によって毘沙門天の神器たちが次々と妖化しはじめ、事態は混乱し、毘沙門天は再び落命しかける。そこへ監禁状態から脱出したひよりたちが駆けつけ、夜トと毘沙門天の誤解を解くと、夜トはひよりを連れて下界へ戻り、毘沙門天は陸巴と妖化した神器たちの始末を自らの手でつけ、夜トとの長い因縁に終止符を打った。
毘沙門との和解からしばらく経ち、ひよりから作ってもらった小さな社が天に認められたことで正式に神となった夜トだったが、真の術師たる夜トの父に捕えられ黄泉に向かった恵比寿を救いに行くこととなる。ひよりたちの尽力により黄泉からの帰還を果たしたものの、恵比寿が術者であると判断した天の軍勢により、恵比寿は討たれてしまった。代替わりした新たな恵比寿との会話に後押しされた夜トは野良との縁を切り、福の神として生きることを決意する。しかし本来、神と人の調和を保つ「間引く神」である夜トが福の神となることを良しとしない夜トの父と野良は、様々な策略を巡らせて夜トの周囲の人間を追い詰めていく。
一方、陸巴の背後にいたのが夜トの父である術師と知った毘沙門は、神器たちの本当の仇として独自に術師を討つ方法を探っていた。しかし術師が、神と神器のつながりにおいて最大の禁忌である「神の秘め事」を強制的に暴くことができると知った毘沙門は、自分の神器たちをこれ以上犠牲にしないために、かつて天に歯向かい封じられた古代の神器「祝(葬)」を解放するという禁忌を犯しながらも術師を討とうとする。その頃、年に一度、高天原で開かれる「神議」に参加していた夜トたちは、天に反逆した毘沙門を討つため挙兵した神々の軍勢から彼女を守ろうとする。雷神・タケミカヅチと対峙することとなった夜トは彼の猛攻に苦戦を強いられる。また、天に対して強い憎しみを抱く葬・七器は、毘沙門に聞く耳を持たずに神々に攻撃を始めてしまう。

## 登場人物
※「声」はテレビアニメ、「演」は舞台のもの。

### 主要人物
夜ト（やと） / 夜卜（やぼく）
声 - 神谷浩史 / 演 - 鈴木拡樹
本作の主人公。「デリバリーゴッド」を名乗る、八百万の神の中でも末端の存在であり、祀られる社もない無名神。武神としてあらゆるものを斬る能力を持ち、神器を持っていない状態でも相手が一線を引ける程度の神器なら棒切れ1本で圧倒できる戦闘能力を持つ。神器の名前には「音」の一文字を入れる。
ガサツ、気分屋、ヘタレな性格で口も悪い甲斐性なし。その上手汗が多く手に持たれるタイプの神器はかなり苦痛を感じる。しかし、命を全うできなかった神器を思うがゆえに命を粗末にする人間を許せないといった一面や、自分の不注意が原因で半妖になったひよりや、神器になった雪音を気に掛ける面倒見の良さを見せることもある。しかし、時折見られる非情な言動や後述の野良との繋がりなど、暗い一面も持っている。
「知名度を上げ自分の社を持ち、将来あらゆる人々に求め敬われる日本一の神になる」という野望を持つが、現実は上述の性格のため人気は皆無で知名度ゼロであり、また「3K（クサイ・キタナイ・カセギナイ）」と呼ばれるほどのひどい勤務形態のため神器との関係はことごとく長続きしない有様であった。
布教活動としては、あらゆる所に困っている人にしか見えない自分の携帯電話の番号を書いたり、SNSを使って「5円の料金（賽銭）でお悩み解決します」と依頼を募っているがほとんどが雑用。しかし長年そういった便利屋まがいの地道な活動をしているため、様々な仕事（パンク修理、ゴムパッキンの交換、おむつ替えなど）の高いスキルを持っている。依頼の際は前金で受け取り、受けた時に「あなたにご縁があらんことを」という決め台詞がある。信者のほとんどは一見さんのため本業だけでは生計が成り立たず、副業として「とぉや」のペンネームで毘沙門をモデルにした同人誌を描いている。しかし、お金を稼いでもその大半が開運グッズやギャンブルに消える。
客に覚えてもらうため、現代では黒いジャージ姿で首に手拭いを巻いた服装、本人曰く「ゆるふわ」で統一しているが、売り方にブレがあったらしく頻繁に装いを変えている。また、「自称神だと名乗る住所不定無職のジャージの人」と怪しがられたりなじられたりすることもあり、そのたびにショックを受けている。
時化を嫌がるが自分の社がないため、今まで天満宮等、妖が入らない神域に勝手に寝泊まりしてやり過ごしていたが、雪音が改心してからは成り行きで小福のところに居候している。また、自分の力だけで高天原へ行くこともできなかったが、毘沙門編後、ひよりに小さな社を作ってもらったことで自称ではなく正式な神として認められ、高天原に2坪6.6平米の土地を手に入れることができた。
実は人間の父親がおり、彼の「(人間を)間引け」という願いから誕生した存在。彼により与えられた真の名は「夜ト（ヤト）」ではなく「夜卜（やぼく）」。「生態系に不可欠な現象」「生かすための死」「不可視の自然そのもの」として、本質的には奪う側の神である。また名前が似ている夜刀神とは無関係である。
中世にはすでに誕生しており、生まれたばかりの頃から野良を使って人斬りも行っていたため、禍事を好む卑しい禍津神として知られていた。犯罪者の始末をはじめとする数々の汚れ仕事を「奇跡」と称されるような形で行っていたことにより、信者のほとんどがその時限りのものであり、神器にも恵まれずとも何百年も消滅せず存在し続けられる。また、この頃に兆麻からの依頼で、ヤスミによって堕ちた毘沙門の神器を野良と共に皆殺しにしたため、その経緯から毘沙門に仇として執拗に狙われるようになる。この時から兆麻や毘沙門との因縁が生じたものの、高天原に拉致されたひより救出作戦を機に一応和解している。
神器となった当初の雪音が情緒不安定に陥ったことにより刺されたため、ヤスミをこじらせ重篤な状態に陥るが、雪音を鍛え、人として生かすためにあえて禊を行い、雪音に灸をすえた。
長らく社を持たず固定の信者もいなかったため、自身と関わりたがるひよりを特別視し、大切に思っている節がある。此岸の存在であるひよりが自身を介して彼岸に焦点を合わせた生き方をするようになったため、天神からの忠告を受け、ひよりから距離を置くようにしているが、雪音がひよりによくなついているため、着信拒否はしているもののつぶやきにはマメに返信している。毘沙門との戦いの後、ひよりが自分との縁切りを拒んだために彼女のストーカーと化し、そのせいで一時的な着信拒否に加えツイッターもブロックされてしまう。夜トの父によってひよりの病院が襲撃されてからは2か月ほど彼女と距離を取っていたが、「ひより成分が不足した」と言ってひよりのおさがりの女子制服を着るなどの禁断症状が出ていた。
高天原から正式に神として認められたことで父親の元を離れて独り立ちを決意するも、雪音がいないときに面の妖に襲われ連れ去られてしまう。前述の「奇跡」を行わされながらの1か月の軟禁生活の末、父親に独り立ちの条件として恵比寿救出を命じられ野良と共に黄泉へ向かう。恵比寿を彼岸に帰す代わりにイザナミに囚われてしまうが、自分の真名を突き止めたひよりに「呼ばれ」、間一髪現世に帰還することができた。
神議参加直前に黄云の訪問を受け天につくよう要請され、当初は恵比寿を他の術師の身代わりとして討伐した一件から天に不信感を持っていたこともあり拒否していたが、カルト指定になると脅されたことで仕方なく天の側につくこととなる。毘沙門が大逆の罪で討たれようとしたときは討伐隊として出陣していたが、術師の正体を知っていたこともあって毘沙門の無実を訴えるべく天を裏切り、タケミカヅチと激しい戦いを繰り広げる。
壱岐 ひより（いき ひより）
声 - 内田真礼 / 演 - 長谷川かすみ
本作のもう1人の主人公。物語開始時点では、15歳の中学3年生（後に高校1年生）。6月28日生まれ。発想にまだ幼さはあるものの、優しくしっかりした性格の少女だが、隠れ格闘技マニアという一面があり、蟷野という選手のファン。彼女自身も彼の決め技でもあるジャングルソバットが得意技で、半妖になった際も夜トと自らを襲った妖に見舞ったことがあり、生身でもアクロバティックな技をかけられるようになった。良家の令嬢で家族構成は父・母・兄・祖母となっている。また、清楚な外見に似合わず、かなりの行動派。
元々霊感体質だったが、依頼で探していた猫を追って道路に飛び出した夜トを助けようとして自分がバスにひかれてしまい、幸い命に別状はなかったものの、それがきっかけで半妖となり、魂が抜けやすい生霊として中途半端な狭間の存在になってしまった。そのため、頻繁に眠り込んで幽体離脱してしまい、自分の意思では体に戻れない。この体質を治してもらうよう夜トに依頼し、何かと夜トと共に行動するようになる。後に夜トに小福を紹介され世話を焼いてもらうようになるが、彼女に危機に陥った夜トを助けてもらうように頼んだため、100万円の借金を背負う。
半妖としては、趣味の格闘技と、霊体にもかかわらず此岸に軸足を置く加重攻撃ができる能力のため、肉弾戦はかなり強く妖との戦闘で勝利することもできるが、尻尾状の「緒」で肉体とつながっているため、そこが切れると死んでしまうという弱点がある。この状態では基本的に人間に触れることはできずにすり抜けてしまうが、狭間が見えているものには干渉できる。また、夜トや雪音の匂いを「いい香り」と称しており、その匂いをたどって彼らを犬のように追跡できる。
毘沙門編では夜トの弱点として兆麻と共に陸巴に攫われてしまい、呪で隔離された空間にとらわれ一時的に命の危機に陥ったが、無事救出される。その後、天神との契約に従い縁を切ろうとした夜トに対して共にいたいと願ったため、狭間の存在としての生活を続けている。その後、高等部に進級。前述の願いの影響で夜トが神懸かりできるようになり、自身の肉体に宿った夜トが暴走したことで散々な高校デビューを果たしてしまい、学内での評価が二極化してしまう。
夜トが行方不明になった際、学校で忙しく神や神器にしばらく会うことがなかったことで夜トや雪音のことを忘れかけていたことに気づき、自分も此岸の人間である以上例外ではなく彼らのことを忘れてしまうことを認識する。
夜トたちと行動を共にするうちに神の秘め事の一端に触れ、さらに偶然にも秘め事を明かされた神器の末路まで知ってしまう。後述の桜のことを藤崎に問い詰めた結果、敵対することになり、実家の病院が面の妖に襲撃されてしまう。母親が負傷したことがきっかけとなり妖に堕ちかけるが、夜トの説得で何とか踏みとどまるに至った。結局、病院は裁判沙汰になり経営も危ぶまれたが、それまでは漠然と考えていた医師という目標を真剣に目指し自らの手で病院を再建することを決意した。
神議の時は夜トたちと共に内緒で高天原に上る。夜トと関わりすぎた影響でダメンズとばかり縁が結ばれるようになっており、夜トや雪音の暴走と小福のいたずらで夜トと縁を結ばれることとなる。毘沙門が父様に嵌められ夜トも毘沙門の側についたのを目撃し、父様の夜卜を助けるために毘沙門を見捨てさせろという言葉に反して彼女を救うように願う。
雪音（ゆきね）
声 - 梶裕貴 / 演 - 植田圭輔
本作の準主人公。名は「雪」。14歳で死んだ少年（初期設定時は小6〜中1）。死霊となって漂っていたところを神器として夜トに拾い上げられ、彼の神器となった。神器としての形状は柄も鍔も無い白銀の刀で、茎は晒のような細長い白布で覆われている。夜トからは「斬れすぎる」と評されるほどの凄まじい切れ味を持つ。柄に巻かれている布も自身の一部であり自在に操ることができる。
当初は我儘かつ生意気な性格で、自らの主である夜トに対しても敬おうという気持ちは微塵もなく反抗的であった。夜トの「破門せず、人として鍛え彼を成長させる」狙いから禊を受けた後は改心し、素直な性格になり反抗的な様子は見せなくなったが、夜トに辛辣なツッコミを入れるところは変わらない。
生前の記憶はないが父親で苦労していたらしく、彼の過去の記憶を見た夜トが涙を流し愕然としたことから、悲惨な境遇だった事が仄めかされている。また、事実かは不明だが、夜ト曰く父親に殺されたとの事。死んでいる自分には生きている人間が持っているものが何もないことを悲しみ、自分の姿が人から見えにくいことをいいことに、魔が差して盗みなどを繰り返してしまう。悪事を働くたびに夜トを刺し、ついには妖に転じかける。しかし禊を受ける中で夜トからの「人として生きろ」という言葉を受け自分の罪を吐き出した。その後は今まで盗んだ分の金を返すため大黒の元で働き始め、皆と同じことがしたいという理由で、ひよりに中学校の勉強を習い始める。
高天原でのひより救出戦の際に、毘沙門の攻撃から夜トを庇い斬られてしまい、死んだように思われたが、直後、主に二心無き忠誠を誓うといわれる「祝の器」として覚醒し、新たに二刀一対の白銀の刀の姿となった。雪音自身が精神的に成長したためか神器としての力も高まっており、これまで受け切れなかった毘沙門の神器の攻撃を受けきり、逆に押し返すほどの力を見せた。夜卜からも雪音が自分の唯一無二の神器になってくれるのではないかと期待されている。祝の器として覚醒したことを契機に夜トの道標としての道を模索し始めるようになり、その一環として兆麻に師事し術や呪歌の扱いを訓練し習得。夜トが黄泉から帰還してからは、彼を福の神にするべく毎日ノルマとして100匹の妖を退治させている。
夜卜に放たれた野良から強く意識されており、襲撃を受け、その際、神の秘め事の存在を知ってしまうが、夜卜にはぐらかされたため雪音はまだ真実を知らない。また螭器、雪器として打ち合う場面も見られたが、夜卜の心配をよそに螭の能力（野良の項参照）は雪音には通じなかったため事なきを得ている。

### 神と神器

#### 天神とその神器
天神（てんじん） / 菅原道真（すがわらのみちざね）
声 - 大川透 / 演 - 和泉宗兵
全国に多くの系列神社を持つ、天満グループの長。束帯を纏い、巫女装束の神器を持つ。持ち歌では「東風吹かば〜」の歌を特に気に入っている。神器の名前には「喩」の一文字を入れる。
今でこそ温厚で好々爺然としているが、神に成り立ての頃は現世への未練が深い荒ぶる神であり、自身を死へ追いやった仇敵・藤原時平への怒りを思い出しただけで世が乱れたため、怨霊としても恐れられていた。そのため、後述の神器・桜を捨ててしまったという経緯がある。謀殺された過去から人を信用しておらず、人ではない梅雨を道標にしている。一方で元は人間であったことから同じく人間であった神器たちの想いにもある程度の理解を示しているものの、大切な者の為に他の何かを見捨てるという人間ゆえの残酷さについては諦念を抱いている。1000年以上経った現在でもたまに荒ぶることがあり、「獄」用の神器を常に3名控えさせている。そのため神器の採用基準は主に対して一線を引くことができることである。「三大怨霊」や「負け犬」、「左遷」等は禁句であり、その言葉を言われると激昂して雷を落とす。
受験シーズンは多忙となるため、夜トに雑用に近い仕事を依頼することもある。夜トと対立することもあるが、夜トがひよりの救出に向かう際、条件付きながら彼らを高天原に上げる等、何かと頼りにされている。特異体質となったひよりに対しても紳士的に接しているが、生者である彼女が彼岸の存在に関わることは快く思っていない。
梅雨（つゆ）
声 - 早見沙織
天神につき従う女性。道標。古風な口調が特徴的。神器ではなく、太宰府に左遷された生前の道真を追って飛んで行った梅の木の精。そのため木々と会話する能力を持っている。
真喩（まゆ） / 伴音（ともね）
声 - 今井麻美 / 演 - 吉田怜菜
天神の神器で、名は「真」。和服を着ているおかっぱの女性。かつて「伴音（伴）」の名で夜トに仕えていたが、社も給料もなく、副業で働いても給料を主に使われてしまうなど「生理的に無理」という理由から3か月で夜トの神器をやめている。伴器だった時は小さなナイフに変わったが、天神の神器としての姿は煙管。かつての縁から夜トの禊に協力する等、夜トを嫌っているわけではないが「悪人ではないが碌でなし」、拾遺集では「黒歴史」と称している。
生前は第二次世界大戦中の日本を生きた女性であり、出征した夫とキヨコという娘がいたが、東京大空襲の折に逃げ道を失い、キヨコを生かすために彼女を川へ落とした直後に炎に呑まれ死亡した。その過去からか、記憶を失った今でも大きな火は苦手である。
歩喩（あゆ）
声 - M・A・O
天神の神器。ポニーテールの女性で、「天神シスターズ」の一人。
南喩（なゆ）
声 - 茜屋日海夏
天神の神器。ボブヘアーの女性で、「天神シスターズ」の一人。
望喩（もゆ）
声 - 井澤詩織
天神の神器。おさげ頭の女性で、「天神シスターズ」の一人。
実喩（みゆ）
声 - タカオユキ
天神の神器。雪音の影響で主である天神を刺してしまい、禊を行った後、名前を消され、破門される。

#### 小福とその神器
小福（こふく）
声 - 豊崎愛生 / 演 - 糸原美波
「夜トの彼女」と名乗る、ピンクのセミショートのかわいらしい女神。明るく能天気な性格で、誰彼構わず抱き着く癖がある。普段は能天気な発言が目立つが、毘沙門相手に一歩も引かず恫喝する程の度胸の持ち主。神や神器たちにはあだ名（ひよりを「ひよりん」、雪音を「ユッキー」など）をつけて呼んでいる。自らの神器の呼び名には「大」の字を入れる。
エビスを名乗っているが、それは源氏名であり、その真名は「貧乏神」。人々の不幸の元凶の化身として生み出され、厄災しか引き起こせず、軽はずみにバブル崩壊をも引き起こしている。風穴が開く場所を予知できるが、彼女が示したことで風穴が開くともいえる。神議では他の神々から避けられ雪音曰く「モーゼ」状態となっており、また縁結びの儀では大黒に「結んだ縁は不幸になるからダメ」と取り押さえられている。
人々からの負の崇拝により力をつけてきたため、天から神器を持たないよう命じられていたが、大黒に一目惚れして禁を破り神器とした。また、「小福」という名前は大黒が「小さくてかわいかったから」という理由でつけられたもの。
他の神々からは「サゲマン」と呼ばれ嫌われているが、本人はあまり気にしていない。また、夜トからは完全にたかられている状態だが、「頼りにされている」と誇らしげで一切気にしておらず、彼を甘やかしている反面、1回の依頼料は500万円と法外な額を請求する。
大黒（だいこく）
声 - 小野大輔 / 演 - 友常勇気
小福の唯一の神器で道標。名は「黒」。強面で顎鬚、オールバックのいかつい外見だが、子供好きで家庭的。小福のことを「カミさん（神さん）」と呼ぶ。神器としての形状は扇子。
夜トを甘やかしたり破天荒な行動をする小福に振り回される根っからの苦労人。
道標だが、自身が祝の器になると日本が壊滅する危険があることなどから今の状況でいいと考えている。主と共にバブル崩壊を引き起こしたため、七福神恵比寿から「術習得の不可並びに天による強制破門、命令時の無条件受諾」という規約を結ばされている。後述の大吾を実の息子のようにかわいがっており、精神的に追い詰められ小福が自分を救うために彼を破門してからも息子への思いを断ち切れず主を刺してしまう。夜トに頼んで息子への思いを断ち切ってもらったと思っているが、夜ト自身は何もしておらず自分自身で傷を乗り越えている。
大吾（だいご）
かつて小福の元にいた神器。名は「吾」。幼い男の子で、子供を欲しがる大黒のために小福が召し上げたが、自分が一切成長しないこと、友人が自分を忘れてしまうこと、飼い犬が自分を置いて死んでしまうことなどに疑問を覚え、無邪気ながらも残酷な質問を大黒に繰り返し問い続け、大黒を精神的に追い詰めてしまう。神器となってから約100年後、大黒の苦痛が限界を迎えたため小福によって破門され、以降は天の預かりとなる。

#### 毘沙門天とその神器
毘沙門天（びしゃもんてん）
声 - 沢城みゆき / 演 - 安藤彩華
七福神の1柱。外見は金髪ロングの女である。兆麻からは「ヴィーナ」、神器からは「姉様（あねさま）」など、様々な呼び名で呼ばれている。「歩く武器庫」と形容されるほど多くの神器で全身を武装しており、身に着けている物の一つ一つが神器である。現在の神器の名前には「巴」の一文字を入れる
かつては「麻」の一族を率いていたが、ヤスミの亜種により堕ちてしまい互いに疑心暗鬼となって妖化した神器たちに取り込まれかける。兆麻の依頼を受けた夜トが妖を皆殺しにしたことで一命を取り留めるが、自分の子供同然の神器たちを殺した夜トを恨み、執拗に追い回している。夜トに神器を皆殺しにされて以来、その罪悪感から死霊を見捨てられず、見つけた死霊を片っ端から召し上げ神器にしている。彼女自身は神器を家族と考えているが、管理能力はあまり高くなく、長期間名前を呼ばれていない神器、即ち存在を無視されていることを気に病んでいる神器が相当数いることには気付いていない。暗黙の内に神器たちに笑顔を強要していたため、雪音には「地獄」、ひよりには「息苦しい」と言われるような関係になっていた。夜トと戦い敗北。夜トへの蟠りはまだ完璧に癒えてはないが己の愚かさを認め、反省し再び兆麻に道標になるよう頼む。少し脳筋である。
兆麻（かずま）/暦音（かずね）
声 - 福山潤 / 演 - 和田琢磨
毘沙門の神器。名は「兆」。眼鏡をかけた青年。毘沙門のことを「ヴィーナ」と呼ぶ。彼女の神器の中では最古参で、「麻」の一族唯一の生き残り。神器としての形状は桜の花のピアス。兆麻自身の戦闘能力は低いが、全ての神器を取りまとめ、個々の能力を最大限発揮させる（命中精度の修正、攻撃範囲の補佐）など、毘沙門の神器の中でも重要な役割を担っている。
雪音と同様「祝の器」として覚醒しており、神器になりたてのころはただの小さな釘のような形状で、境界も引けなかったが、当時から妖を察知する能力に長けていた。
「麻」の一族が全滅した事件により不和を極度に嫌い、「巴」の一族に暗に笑顔を強いて、不平不満を押し潰して逆に熟成させる環境を作ってしまう。ひより誘拐事件の際にそのことを知ったひよりから、彼女が「本当の家族のよう」と評する夜トとの違いを諭されたことで考えを改める。
夜卜の父親である術師を討つため夜卜に神器にしてもらうよう志願し、最初は断られるも最終的には神器として召し上げられ「暦」の名をもらう。その際の形状は日本刀と手袋やマフラーのような神衣で、日本刀は鞘と組み合わせることで弓として使うこともできる。それ以降は毘沙門天の一員であるスーツを脱ぎ、ビジネススーツを纏っていた。
生前は「平野清次（ひらの きよつぐ）」という名前で、200年前の塩問屋の息子で、次男坊だったが家業を継ぐことになり、祝言を上げる直前に数え年19歳で実兄に絞殺された。父様の戦闘の際に神器を介して神々の秘め事に触れヤスミが現れ、戦闘不可になる。そして過去に触れたことで自分が何者だったか分かり安心した笑顔のままで家族、または自分の真名を言い出し夜卜が静止する中、「やっと家族に会える」と言い残し消滅した。夜卜はそのことにショックを受け、父様の戦闘に大きな不利を負うことになった。
囷巴（くらは）
声 - 井上和彦
毘沙門の神器。名は「囷」。髭面の中年男性。ライオンの姿の騎獣となり、嗅覚によって敵を追跡する。毘沙門のことを「お嬢」と呼ぶ。初登場時の夜トとの戦いで右目を負傷し、眼帯を付けている。同じ神器の子供たちに懐かれている。
紝巴（きぬは）
声 - 佐藤奏美
毘沙門の神器。名は「紝」。ロングヘアーの女性。神器としての形状は長い鞭。
紹巴（つぐは）
声 - 小澤亜李
毘沙門の神器。名は「紹」。メガネをかけた若い女性。神器としての形状は（毘沙門が初登場時に着用していた）裸ジャケット状の神衣。新人だが、毘沙門が中つ国を訪れる際に連れて（着て）行くため、同じく神衣となる先輩の神器・藍巴からいじめを受ける。
壱岐総合病院が襲撃された時に毘沙門と共に駆けつけるが螭器に触れられてしまい、精神の均衡を欠く。治療も虚しく自らの真名と生前の記憶を取り戻してしまい、妖と化したため兆麻に処分された。生前は「福原夕依（ふくはら ゆい）」という名の学生で、実家は蕎麦屋だった。友人と道を歩いている時に飛び降り自殺を図った男性と接触、巻き込まれる形で命を落としている。
秋巴（あきは）
声 - 高橋伸也
毘沙門の神器。名は「秋」。バーコード頭で丸眼鏡の小柄な中年男性。神器としての形状は小刀。囲碁が趣味。陸巴が放たれてからは薬師を務めている。
陸巴（くがは）
声 - 星野貴紀
毘沙門の神器。名は「陸」。色黒で鋭い目の男。植物に関する造詣が深く、薬師として毘沙門が飲む薬の調合を行う。その仕事の一環で中つ国に降りることはあっても基本的には高天原に残ることが多い。神器としての形状は天秤。
当代の毘沙門が荒ぶる武神としての名跡を汚すという考えで毘沙門の代替わりを狙い、さらに次の毘沙門の道標となるべく、野良と手を組み暗躍する。毘沙門を薬漬けにすることでその戦闘力を奪うとともに、ひよりを誘拐して夜トを高天原におびき出して毘沙門を殺させようと企む。「陸」の名で縛ったにもかかわらず術が効かないことから、別に主を持っているとも考えられるが、身体に他の文字は見当たらないなど謎が多い。後に「父様」にも「役（えだち）」の名で仕える野良だったことが判明する。
夜トと毘沙門が戦闘している間に弱い神器たちを面の妖を使役して大量に殺害、そのことを知った毘沙門により放たれる。その後、夜トを探すひよりの前に再び現れ、駆けつけた雪音を話術で翻弄するが敗北し、情報を聞き出す目的で天神から「斯（さく）」の名を与えられ拘束された。
藍巴（あいは）
声 - 東城日沙子
毘沙門の神器。頭にリボンを付けた長髪の女性。名は「藍」。神器としての形状は丈の長いスカート付きの西洋風の鎧。高い防御力を誇り毘沙門の神衣として半世紀一線で戦っていたが、今では後輩である紹巴にその役を奪われ高天原に居残りすることが多くなり、毘沙門の気を引こうとするもほとんど名を呼ばれなくなってしまったため、魔が差して紹巴をいじめているが、陸巴の薬でごまかしている。その薬のために陸巴の手先となり、呪を絡めた百杖や面の妖を使い、夜トを襲撃し彼が妖に気をとられて目を離した隙にひよりを捕らえるが、陸巴に利用されていたことを知り、兆麻とひよりを助け出す。その後、禊に耐えて皆と和解した。
嶺巴（みねは）
声 - タカオユキ
毘沙門の神器。名は「嶺」。死霊となって妖に襲われていたところを毘沙門に救われ神器となる。ただし、魂がそがれているため、まともな神器になることはできず、その形状も割れた鏡である。
鈴巴（すずは）
声 - 西山宏太朗
毘沙門の神器。名は「鈴」。園芸が趣味の短髪の少年。主の仇である夜トの存在を知らなかったため、雪音と友達になる。自分のことが見える一人の女性と出会うが、狭間の存在であるが故に毎年出会っては忘れられてしまう。その女性と春に桜を見る約束をしてから30年経っているが、未だその約束は果たされていない。毘沙門からも何年も名前を呼ばれておらず、その隙を陸巴につかれ、面で操られた妖に殺されてしまう。
刈巴（かるは）
声 - 明坂聡美
毘沙門の神器。名は「刈」。ポニーテールの少女。神器としての形状は回転式拳銃。高威力だが照準を合わせるのが苦手であるため、兆麻が零点規正している。
数巴（かずは）
声 - 明坂聡美
毘沙門の神器。名は「数」。幼い少年。神器としての形状は自動式拳銃。刈巴と共に銃担当をしているが、彼女と同様の癖があるため、兆麻の補佐もあり一線で戦っている。
靫巴（ゆぎは）
声 - 東内マリ子
毘沙門の神器。名は「靫」。神器としての形状は片刃の大剣。「線引き」が苦手で現世の物を斬りすぎてしまうため、兆麻が加減している。
瑠巴（りゅうは）
声 - 片貝薫
毘沙門の神器。名は「瑠」。和装の老人。神器としての形状は馬の柄の付いたステッキ状の仕込み刀。
道司（みちつかさ）
声 - 宮沢きよこ
かつての毘沙門の神器「麻」の一族の一人にして先代の道標。名は不明。神器としての姿は虎。厳格な老女であり、神器である自身達を「法の番人」と称し、自身の判断に絶対の自信を持っていた。しかし一方で差別的な独断が顕著であり、釘の姿を取っていた当時の兆麻を「不吉」と称し、妖の察知能力を発揮した後も好意的には見ていなかった。また詢麻を始めとした前線に向かない神器にも蔑視的な態度を取っていた。
毘沙門の神堕ちした際に一族全員の禊を命じ、更に自身の判断を批判した詢麻を処刑するもヤスミは治らず、その結果一族を疑心暗鬼の魔とさせてしまい、自身を含め「麻」の一族は一線を越え妖へと堕ち果て、夜トの手によって斬られる結末となった。
詢麻（とうま）
声 - 種﨑敦美
かつての毘沙門の神器「麻」の一族の少女。名は「詢」。神器としての形状は鍋蓋。背丈は低いが兆麻の先輩として彼の指南役を担当し、祝の器を目指していた。しかし後に彼が前線に立つようになったため、一種の羨望を抱く立場となっていった。毘沙門が神堕ちした際に道司の対応を批判したことで毘沙門を刺した犯人として捕らえられ、兆麻の目の前で巨大な風穴に落とされ帰らぬ人となった。しかしその後毘沙門のヤスミが悪化したことにより、「麻」の一族は魔への堕落の一途を辿る。
七（なな）
古代、天に反旗を翻した祝の器。祝が「葬」ともいわれるようになった元凶の神器で、長い間封印され続けていた。左頬に十字の模様を刻んだ少女。「巴」の一族には加えられていない。天に対して激しい憎悪を抱いており、天を食い尽くすために毘沙門に協力することを決める。
七器としての形状は仮面付きの神衣と彎刀からなる分散型。さらにあらゆるものを喰らう蝗の群れを操る能力を持つ。ただし毘沙門に忠誠を誓う祝ではないため、力は兆麻にも劣るとされる。

#### 恵比寿とその神器
恵比寿（えびす）
声 - 置鮎龍太郎（おじエビ）、巽悠衣子（ちびエビ）
七福神でも大黒天と共に双璧をなす1柱で、長身痩躯の男性。正装は狩衣だが、商業の神であるため、普段はサラリーマン風の服を着ている。代替わりが多い事から、考え方が進んでいるとされる。極度の運動音痴だが、釣りは得意で海が好き。 ヒルコ神でもあるので体がものすごく柔らかく、軽々とキャンドルスピンなどもできる。
恵比寿は実力があれば野良でも扱うことを厭わないなど、神々の常識を外れた行動をとっており、祝の器に覚醒した雪音の譲渡を夜トに依頼したこともある。実際、自らの屋敷にいる神器の半数以上が野良である。神器からは「若」と呼ばれている。また、この世で起こる災いの一部でも制御するべく、人の世のために面の妖を使役しているが、術師としては不完全であるために妖からしばしば刺されており、強運の福の神であるにも関わらず代替わりが多いのも、飼っている妖に食われてたびたび命を落としているためである。
完全な術師となるため、自分を捨てた母とされるイザナミから黄泉の言の葉を貰いに行くという目的で夜トと共に黄泉へ向かう事になる。当初は代替わりが効くからという理由で自分の命に対して淡白な様子を見せていたが、夜トとの交流を経て考えを改めるようになる。言の葉を入手し、妖の力で風穴を開けて現世に帰還するも、天に居場所を捕捉され不意を突かれて致命傷を負い、駆けつけた毘沙門に言の葉と夜トの救出を頼み、「死にたくない」と願いながら当代は息を引き取った。なお、アニメ版で最期に立ち会うのは毘沙門から夜トに変更されている。また、天が討伐を命じた術師とは別の存在であり、その身代わりとなって殺されてしまった事が仄めかされている。
その後、代替わりにより少年の姿で転生し、夜トに懐いている。神儀で行われた神人気ランキングでNo.1となる。
巌弥（いわみ）
声 - 蓮岳大
恵比寿の神器で道標。代替わりの多い主に仕えているため、先代の主の遺志を引き継ぐことを目的としている。天による恵比寿討伐後、破門されることになるが、新たな恵比寿の頼みで毘沙門邸で身柄を預かる形になっている。転生した恵比寿に自分の命を大切にするよう告げる。その後は恵比寿の申し出により毘沙門邸で匿われている。
邦弥（くにみ）
声 - 山本兼平
恵比寿の神器。名は「邦」。大柄な男性で、素舞いを得意とする。神器では珍しい憑依型で、極度の運動音痴である恵比寿に自分の動きを再現させることができる。恵比寿には200年ほど仕えているが、その間ずっと主の靴紐を結び続けている。
恵比寿の黄泉行きに同行した神器の中で唯一帰還するが、恵比寿が天の攻撃で致命傷を負った直後に天に身柄を拘束される。その後解放され、新たな恵比寿の道標となる。たまにストライキし恵比寿の身体で遊ぶ。
高弥（たかみ）
恵比寿の神器。名は「高」だが野良。主が術師であるとして天に捕縛され、天により同僚たちが殺し合わされるのを目の当たりにしながら主と道司の居場所を言うように命じられ、仲間を庇って主の居場所を話してしまう。

#### 七福神
通称「神7（かみセブン）」。ツートップの大国主と恵比寿以外のメンバーの恋愛はご法度らしい。恵比寿 毘沙門については別記。
大国主命（おおくにぬしのみこと） / 大黒天（だいこくてん）
声 - 咲野俊介
七福神の双璧をなす1柱。色黒でサングラス姿の豪快な老人。ぶっきらぼうな性格だが、体調を崩している恵比寿のことを気にかけている。また、「いなばちゃん」というウサギを溺愛している。大昔に天と争い封じられたこともある猛者で、自らの体を巨大な蜘蛛に変化させることができる。
自分の名前を神器に付けたとして小福に対して苦手意識を持っており、同じく名前を騙られている恵比寿と共に共同訴訟を起こそうと意気込んでいる。
弁財天（べんざいてん）
声 - 石黒千尋
お団子ヘアーの女性。リア充を宿敵としており、寿老人に恋人ができた際には激怒したり、神議での縁結びの際も一本も縁を結ばれていないという状態であった。拾遺集では「スキル：非リア充」と表記されている。
福禄寿（ふくろくじゅ）
声 - 中村和正
タキシードを着た老人。被っている長いシルクハットの下にある頭も非常に長く、拾遺集でも「スキル：長い」と表記されている。大国主が暴走した際、他の七福神から一方的に彼の贄の役を押し付けられる。
寿老人（じゅろうじん）
声 - 真木駿一
よぼよぼの老人。短編では年下の彼女との恋愛が発覚し、七福神を一時脱退したが、年齢詐称がばれて元の鞘に納まった。
布袋（ほてい）
声 - 高橋伸也
肥満体の男性。神議の最中にラジオを聴いていたり、何に対してもめんどくさいと思ってるような言動が多い。

#### 天の神々と神器
八百万の神々をまとめる存在であり、「天津神」の集団である。神としての戸籍である「天籍」の管理等を行っている。
天の頂点に立つ天照大神へ忠誠を誓わなければ、神として認めず天籍の剥奪を行い、従わない神を「まつろわぬ神」として討伐、粛清を行う。大昔に数多の神々を滅ぼしており、七福神が一柱大国主とも争ったことがある。神器集団「天つ守」幼い死霊を集めた「籠目童子」を有する。
宮様に対するクーデターは八虐最大の罪「大逆」と呼ばれ、即刻死罪の対象となり討伐隊が結成される。なお、討伐に参加する神々は何かあった時に後腐れがないように頭から布を被って顔を隠す。
天照大神
八百万の神々の頂点に君臨する主神。日の世全てを統べる神と称され、「宮様」という敬称で呼ばれている。
恵比寿が妖を使役し討たれた騒動では、弥の一族に対する処罰を不問とした。
天つ守三役 奥司(おうし)
声 - 冨岡美沙子
天の神器「天つ守」の一人。女性。恵比寿が黄泉に行った際、天つ守を率いて「籠目童子」を使い恵比寿の神器達を尋問した。父様と同じく「神器を持たない神は無力」と語っており、兆麻から危険な思想と釘を刺された。
タケミカヅチ
声 - 浜添伸也
天つ神の一柱であり、恵比寿討伐を指揮した雷神。その本分は天と民のために戦うことで、毘沙門同様に軍神・武神に属しているが、数百年の間好敵手と呼ぶべき相手に恵まれていないことに強い不満を抱いている。その真の姿は雷の肉体を持つ黄金の龍であり、単独でも強大な力を有している。
外部には秘匿しているが記紀編纂以降に一度代替わりしており、2代目にあたる。容赦のない激しい気性であった先代は敵らしい敵をなくしてもてあました力を神器にぶつけるようになり、その不満が病に乗じて暴発してしまい神堕ちし、神器達との壮絶な殺し合いへと発展してしまう。神器は12名を残して全滅するが自身も死亡する。代替わり以降は先代を否定するような教育を受けながらも対外的には代替わりを悟られぬよう先代のように振る舞うことを強要され自分自身を全否定されたことで鬱屈するようになり、自分自身も神器も大切にしなくなり無謀な行動をとるようになっていった。特に12人の古老衆にはいつまた裏切られるかもわからないと強い不信感を持っており、黄云も嫌っているが封じられていた自身の雷を唯一褒めてくれた存在であったことから複雑な感情を抱いている。たけ●この里派。
黄云（きうん）
タケミカヅチの神器。名は「黄」。12人の古老の中ではもっとも若いがタケミカヅチの雷を押さえるという目的で名ばかりではあるが道標に選ばれている。普段は平安装束を纏った青年の姿をしている。
「雷刃」と称された強者。神器としての形状はタケミカヅチの真の姿と酷似した龍で、雷を自在に操る。陸巴からは祝の器にならずとも強い神器としてアラハバキの椎軍と共に名前が上がっている。寡黙な性格であり、タケミカヅチの要望を忠実にこなしている。冷静な人格者でめったに熱くなることはない。
黄泉から脱出した恵比寿を襲うが、その際に現世までをも巻き込んだ無差別攻撃を行い恵比寿の不興を買っている。き●この山派。
犀云（さいうん）
タケミカヅチの神器。男性。名は「犀」。
乎云
タケミカヅチの神器。男性。名は｢乎」。神器としての形状は刀。
巴云
タケミカヅチの神器。女性。名は｢巴｣。神器としての形状は小刀。
エミシ
かつて天と戦い滅ぼされた土着の神。男女と熊の３柱で構成される。その経緯もあって、古い神でありながら神議では末席に座っている。天と戦った結果、粛清され代替わりしており、その際に天につくこととなった。天の介入もあって雪国の土地も格段に住みやすい場所になったため、今では天に対して敵意はもっていないが、生来の性からか夜トがタケミカヅチに一矢報いた時は血が昂ぶったと語っている。
アラハバキ
エミシの一柱。祝の器に匹敵する神器「椎軍」を有する。
椎軍
アラハバキの神器。
陸巴曰く「祝の器でなくとも強力な神器」としてタケミカヅチの黄云と共に名が上がっている。
サクヤビメ
天に属する神の一柱。着物をまとった女神で、敵の神器から直接植物を生やす攻撃を使う。
カグツチ
天に属する神の一柱。鎧をまとう男神で、口から炎を吐く。
シナツヒコ
天に属する神の一柱。狩衣を着た男神で、巨大な扇子を武器に大風を起こす。
ヤタガラス
天に属する神の一柱。烏天狗のような姿の神で、三本足の烏を無数に使役する。

#### その他の神と神器
イザナミ
声 - 山村響
黄泉の女王。相対した者と親しい女性の姿で現れるが、実際の肉体は腐り朽ちて骨が露出し至る所から虫が這い出している。緋曰く「手の届かない遠いところ」にいるらしく、神器による攻撃でも一切傷を与えることができない。黄泉での孤独な生活を寂しく感じており、話し相手となる友を欲しているため、自身の話し相手を生み出すための「黄泉の言の葉」を創り出した。
黄泉に踏み込んだ恵比寿と夜トをもてなし、自分の友として永遠に黄泉に留まるように頼むが、恵比寿が言の葉を奪って逃げたため激怒し、無数の黄泉醜女を指揮して執拗に後を追い、黄泉の出口を塞ぐ。自身の髪の毛を自在に操り、夜トや救助に駆けつけた毘沙門達を捕らえるが、現世からのひよりの呼びかけにより取り逃がしてしまう。
野良（のら） / 緋（ひいろ） / 螭（みずち） / 疫（えやみ） / 筒弥（つつみ）
声 - 釘宮理恵
全身に無数の名が刻まれた白衣に天冠の神器の少女。かつて夜トの神器として、毘沙門の神器を惨殺した。野良であるため忌み嫌われ、名前を呼ぶことも疎まれている。夜トが与えてくれた名を気に入っており、これまで夜トを刺したことは一度も無い。彼の神器であることを望んでいる。一方で、あらゆる状況においても平然と薄ら笑いを浮かべる等、非常に冷酷な性格の持ち主であるが、父様には従順であり、彼の前では素直な一面も見せる。夜トの真の名を知る一人。夜トから神器として召された際の描写では、生前の記憶の光景がなく、普通の死霊ではない様子。父様によると生前の記憶を知ったうえで己を保っているという稀な存在である。また、父様曰くかつては水子で生きている時に名を付けられず酷い死に方をしたとのこと。
不和を目論む「父様」の命令の元、面の妖と共に暗躍しており、「気に入らない」という理由からひよりを襲撃し、陸巴の陰謀に加担する等、作中の事件の黒幕となっている。その後父様の命令により夜トに面の妖を嗾け拉致し、人斬りの依頼と恵比寿の謀殺に夜トを駆り出させる。しかし父様の真意を知り憤慨した夜トにより、黄泉からの帰還後放たれる。
夜トの神器としての名は「緋器（ひき）」で、切れ味の鋭い白鞘の刀となる。この刀は刀身が水となっており、防具の代わりに夜トの身を守ることもできる。
父様の神器としては「螭器（ちき）」と呼ばれる錫杖で、武器としての能力とは別に、神器に触れるだけで神の秘め事と同様の効果、すなわち仮名にヒビを入れ封印された自身の生前の記憶を思い起こさせる力を持つ（ただし、この力は雪音や七には効かなかった）。この力は非常に凶悪で、神器による防御は不可能で、それどころか攻撃を螭器に当てることすら困難。
夜トたちの他にも5代前の恵比寿には「筒弥（つつみ）」形状は拳銃。タケミカヅチには「疫」の名で仕えている。
父様が毘沙門天を殺害しようとした際、兆麻の術で呪をかけられ破門されてしまう。その後は雪音によって匿われ、一緒に勉強をすることになる。以降ひよりが小学生のときに着用していた制服(グレーのセーラー服)を纏うようになった。
アニメ版では「零器（れいき）」の名で蠃蚌の神器になり、ひよりから奪った記憶を盾に取って夜トを蠃蚌との決闘に臨ませた。
蠃蚌（らぼう）
声 - 櫻井孝宏
血を浴び彼岸に狂い咲く禍津神（まがつかみ）。元々は「御前（みさき）」と呼ばれる汚れ仕事を行う人間で、仕事の後で口封じのために主に殺されたが、彼の祟りを恐れた人々に祀られて禍津神になったらしい。昔の仲間だった夜トとの対決に執着しており、そのためには呪詛で無理やり己の体を保つことも、時化を飲み込み妖と同化することも厭わない。
あだちとかの原案による、アニメ版にのみ登場するオリジナルキャラクター。
桜（さくら）
かつて夜トの神器だった女性。神器としての形状は腰刀。夜トを初めて「やと」と呼んだ人物でもある。
登場以前は天神の神器だったが、乱心した天神に名前を取られ、当時幼かった夜トに頼み込み神器として拾われる。善悪の区別を持たず平然と物を盗み、遊び感覚で人を殺す夜トの姿に心を痛め、梅雨の教えで彼を正しい道へと導こうと心に決める。しかし彼女の存在を邪魔に思った緋に唆されて自身の生前の名と死の理由に強く興味を持ち、懇願の末に生前の名を知ってしまう。結果、死に際に抱いた激しい憎悪に支配されて業の塊と化してしまい、僅かに残った意識により夜トに自身を殺すよう嘆願し、緋器により始末された。
生前の名は「珠音（たまのね）」で、中流貴族の娘として育つが野盗に母と共に襲われた末に命を落とし、遺体は山中に遺棄された。
平将門（たいらのまさかど）
三大怨霊の一人。
過去編において名前だけ登場。
平安京で多発する災害は、天神様(菅原道真)の仕業か、平将門公の仕業かと民衆が嘆いていた。
ウカノミタマ
通称お稲荷さん。狐耳と尻尾が生えた少女。小説や漫画によく登場し、最近では外国人観光客からも人気が出るようになったことから、神議での人気ランキングでは恵比寿に次ぐ2位を獲得している。
あの猫様
期待のルーキーと目される福の神。野良猫から駅長を経て大明神に出世するという快挙を遂げ、鉄道の安全と発展を担う神となった。

### 壱岐家
壱岐 さゆり（いき さゆり）
声 - 伊藤美紀
ひよりの母親。後述の母の血筋により、姿は見えないが彼岸の存在への勘が鋭い。父様が病院を襲撃した際に妖に憑かれ、さらに取り憑かれた患者に殴られ頭部を負傷する。2ヵ月後には快復し、病院の立て直しに尽力している。
壱岐 高将（いき たかまさ）
声 - 家中宏
ひよりの父親。医師であり、自身が院長を務める「壱岐総合病院」を経営している。霊感の類は持っていないため、彼岸の存在は見えない。父様の襲撃により入院患者やその家族からの訴訟、更にはマスコミからのバッシングの対象となり、医師免許の剥奪も検討されるほどだったが、友人達の援助を得て再興を目指すこととなる。
壱岐 将臣（いき まさおみ）
ひよりの兄。家業を嫌って家を飛び出し、家族には内緒で「瀬良魁夷（せら かいい）」という名を名乗り芸術家として活動していたが、友人からは「単なる現実逃避」と、厳しい指摘を受けていた。ただし祖母を診察している様子から、医師免許は持っていると思われる。ひよりと同様の霊感体質であり、夜トたち彼岸の存在を見ることができる。芸術家としての活動や祖母や妹の霊感体質を知った際の発言から、社会人となった今でも少なからず中二病の気がある様子。
ある日、既に死霊となっていた友人の女性が若い画家の才能に取り憑かれ、絵に取り込まれてしまったのを救うため夜トに相談した（この時はひよりと夜トの関わりは知らなかった）。病院の騒動の後に実家に戻り、病院の立て直しに協力することとなる。
ひよりの祖母
ひよりの母方の祖母であり、1人暮らしをしている。名前は不明。強い霊感を持ち、夜トを始めとした彼岸の存在をはっきりと認識できるが、この体質により他者に触れられることを極端に嫌い、更には娘家族の不幸の原因であると考え、強い自責の念に苛まれている。老体ゆえに死期が迫っており、家には死後の彼女の魂を導く、「死神」にあたる黒い影が徐々に近づいている。夜トより死が避けられないことを告げられたひよりと将臣の提案により、娘家族と共に一緒に暮らすこととなった。

### その他の人物
山下 晶（やました あきら）
声 - 髙山ゆうこ
ひよりの友人。あだ名は「やま（ちゃん）」。百鬼夜行というヴィジュアル系バンドのファン。高校に上がってから藤崎に好意を抱いていたが、藤崎の友人で自分と同じく百鬼夜行のファンである先輩、阿部勝真と付き合うことになる。
田端 愛美（たばた あみ）
声 - 高橋未奈美
ひよりの友人。ゼニーズというグループのファンで、グループのリーダーの名前を飼い犬につけている。
父様（ととさま)
声 - 石川界人
たった一つだけの強い願いから夜卜を生み出した父親的存在であり天が追っている真の術師。人間だが他者に取り憑いて何百年も生き続けており、かつて黄泉に赴いて「言の葉」を手に入れている。現在「藤崎浩人」の肉体を乗っ取り、人間として生きるための表面上隠されているが、その本性は冷酷非道。また、人間でありながら夜トの緋や毘沙門の陸巴を自らの神器として使役するなど、謎も多い。かつて神に踏みにじられたことがある様で、神の存在を「神ごとき」と蔑み並々ならない憎悪を抱いており、神の行いをただ受け入れている人々のことも許し難く思っている。また、本人が言うには自身は普通の人間だった頃に一度に死亡しており、その時に「言の葉」を手に入れて、黄泉の裏道を使い現世に戻ってきたとのこと。
緋を介して夜トを拘束し、彼に人斬りを重ねさせた後に、黄泉へと踏み入った恵比寿の手助けと称し、自身の身代わりとして彼の謀殺を依頼、更に彼が黄泉から持ち出した新たな「言の葉」を奪った。その後新たな「言の葉」により生み出した妖を無差別に人間に憑依させて操り、遊び気分に自暴自棄および自殺へと追い込んでいる。
祝の器である雪音に一目置いており、「いずれパパのものにする」と宣言し、夜卜に激しく警戒されている。その後神の秘め事を知ったひよりに糾弾され、彼女と敵対することとなる。その警告として、ひよりの父の病院を大量の面の妖に襲わせた。
藤崎 浩人（ふじさき こうと）
声 - 石川界人
高校3年時からひよりの学校に編入してきた男子生徒であり、ひよりの先輩。元々は田舎に住んでいたが、姉が子供を連れて実家に戻ったために自分の居場所がなくなり、単身赴任していた父親の元に身を寄せている。ひよりの高校デビューを目撃してから、正義感の強い彼女に興味を持っていたと語っており、カピパーランドにひより達と行った際、彼女にキスをして以降避けられている。飄々としながらも頼み事を断れない性格。頭脳明晰かつ運動神経抜群だが、クラスでは「変わったやつ」と思われている。また、ひよりに関わっている理由として「困らせたくなるタイプ」だと述べている。父様に肉体を乗っ取られていたが、夜卜と戦う際に、捨てられた。なお、長期間乗っ取られたこともあり、肉体面精神面衰弱している状態である。
小野 圭一（おの けいいち）
声 - 久野美咲
アニメの1話に登場した男の子。母親（ 声 - 青木瑠璃子）と共に「上様（うえさま）」という名の猫の捜索をしており、夜トに依頼をしていた。最終的に夜トによって自宅玄関に送られた「上様」を発見し、夜トに感謝の言葉を述べた。
睦美（むつみ）
声 - 小松未可子
原作第1話で登場した中学生の少女（アニメ第1話の冒頭にも少しだけ登場）。少々わがままな性格と一人称が自分の名前というぶりっ子気質のため、クラス内で嫌われ孤立していた。また本人やクラスメイトの発言から、不登校気味だった。クラス中から向けられる敵意に対して精神的に追い詰められたある日、女子トイレで夜トの電話番号を発見し彼に助けを求めた。
最終的に夜トに敵意のもととなった巨大な妖を斬ってもらうが、彼によってクラスメイトとの縁も断ち切られたため、他人のように接されることになる。しかし、改心し希望を持って新しい人間関係を築くことを誓う。
萩原 学（はぎわら まなぶ）
声 - 村瀬歩
ひよりの中学の後輩。いじめに遭い夜トに助けを求めた。アニメ版では「おぎわら」。
蟷野（とうの）
声 - 高橋伸也
格闘家。ひよりは彼の大ファンである。

## 用語
神
人々の願いから生まれた超常の存在。神器や妖による攻撃でしか死ぬことはなく、たとえ死んでも信仰を集めている神であれば「代替わり」により復活することができる。一方で信仰を集められない無名の神は常に消滅の危機に晒されている。託された願いに対してとても素直であり、それゆえに温厚な神でも荒ぶる側面を必ず持ち合わせている。
代替わり
落命した神が再生すること。神が再生するか否かは神の知名度に左右され、毘沙門天や恵比寿のように著名な神は（社会的に忘れられない限り）何度でも再生するが、夜トのように無名な神が落命すると代替わりすることなく消滅する可能性が高いとされる。代替わりした場合、具体的な詳細は不明だが神器に変化はなく、神自身の容姿は幼くなり以前の記憶も失われることを示唆する描写がある。代替わりによって以前の記憶を失うことで、同一の神であっても性格や周囲との関係が変化することがある様子。ただし代替わりしても神としての本質は変わらず、性格が変わったように見えても実際は本質が表出しているか内在しているかの差に過ぎない。
神が落命する状況は、基本的には神器の内輪もめによるものか、天によって粛清されるかの2つに分かれる。前者は厄をもらうため不干渉が基本。後者は代替わり後も天の介入があり、神が自立するまで天に従うように教育する。
神憑り（かみがかり）
特定の状況下で神が人間の肉体に乗り移ること。シンクロ率が100%になれば人の肉体でその能力を最大限に引き出すことができる。ただし肉体に大きな負荷がかかるため、やりすぎると怪我などを負うこともある。

神器（しんき）
神に見定められ、神の許で武具となった死霊のこと。後述の理由から生前の名ではなく、主たる神からそれに代わる仮の名を与えられる。体のどこかに名を示す漢字が一字刻まれ、人としての名は訓読み、武具としての名は音読みで呼ばれる。多くの神は、自身の神器に共通する一字を付け加えて神器の人としての呼び名としている。複数の神器をまとめて「一族」と称する場面もあるが、単に名に共通する一字を持つグループと言う程度の意味合いであり、神器同士に特別な関係性はない。
普段は此岸の人間と遜色ない姿をしているが、主である神からの呼びかけにより武具に変化する。どのような武具になるかは霊個人や主となる神によって異なり、単に武器や防具のみに限らず、騎獣や鏡などになる者も存在する。また、自らの意思で神を変えることも可能であり、その際は人の姿は変わらないものの、名と武具としての姿は変化する。なお、魔に憑かれた自殺者などの魂は穢れているため神器にすることができず、妖により魂の一部を削がれた死霊はまともな神器になれない（武具の姿になった際、一部が欠けたり壊れたりした形となる）。
矛の形にした手で一線を引くことにより、嫌悪や恐怖により己と他を分かち妖の侵入を防ぐ「境界」を作ることができる。弱い妖相手ならばある程度抵抗することができるが、神器本来の力は主たる神が身に纏わなければ発揮できない。神や妖と同様此岸の住人の死角にあり、基本的に動物や赤ん坊、此岸と彼岸の境界に立つ者以外には認識されにくく、認識されたとしてもすぐに忘れられる。
主たる神と神器の間には特別な関係があり、神器の精神が乱れると神は苦痛を感じる。神器に魔が差し、神を裏切る、罪を犯すなどして罪悪感を抱くと、神に苦痛と共に消えないヤスみが生じる。この状態を「神を刺す」と言い、同時に神器の体には言葉を発する目玉が生じ、神を刺した分だけ目玉も増えていく。状態が悪化すると神器は妖に転じ、破門にせず繋がったままだと神も堕ちてしまう。破門された神器は名を失い一線の使えない死霊に戻る。この関係は一方向のものであり、神が苦痛を感じたとしてもそれが神器に伝わることはない。また、神器が己の行動に罪悪感を抱かなければ神にヤスみは生じず、すなわち神を刺さないことが示唆されている。
全ての神器に共通している点は、生前に何らかの形で「望まぬ死を遂げた者達」ということである。神器自身は生前の名や記憶を持たないが、主たる神は見定めた際にそれらの情報を会得・秘匿しており（「諱（＝真名）を握る」と表現される）、「神の最たる秘め事」とされる。
祝の器（はふりのうつわ）
主である神のために進化を果たした稀な神器のこと。名を懸けて主を守った証であり、武具になった際の形状が変わるのが特徴。作中では兆麻と雪音がこれに該当し、兆麻はただの釘から桜の花びら型のピアスに、雪音は一本の刀から二刀一対の形状に進化した。進化に至る過程は明らかになっていないが、作中では「主である神に二心なく忠誠を誓う」と表現されている。一方で、主に執心しすぎて過ちを犯す危険性が高いとされ、｢祝｣は「葬（はふり）」の忌み言葉であり凶兆とみなすことも多く、かつて祝を得た神は代替わりし器もことごとく失われたと言われており、事実天に刃向い封印された祝が存在している。
野良（のら）
多数の主に仕え、名を複数持つ神器。しかし数多の名を持つ神器はそれだけ主を裏切ることとなり、忌むべき者とされる。名前を複数持つため、名が必要な術が無効となるという特性を持つ。
禊（みそぎ）
神器が主である神を刺した場合に行われる浄化の儀式。3人の神器が「獄」という結界に刺した神器を閉じ込め、犯した罪を全て吐かせ贖罪させることが目的となる。閉じ込められた神器には想像を絶する激痛が走るため、夜トはこの儀式を「リンチ」と称している。
獄を作る神器は他の神の神器でもよく、雪音が禊を受けた際には（夜トが他に神器を持たないため）小福の神器の大黒、天神の神器の真喩、毘沙門の神器の兆麻が受け持った。しかし「禊に関わると妖に食われる」などの悪評があり、消耗も激しいため、他の神の神器の禊に関わりたがる者は少なく、通常は同じ主に仕える神器が（主の危機は自身の危機でもあるため）受け持つ。なお禊は常習化すると効果を成さず、神器間で罪の共有による猜疑心が蔓延し、主である神を徐々に蝕む「ヤスミの亜種」とも言うべき状態に陥ることがある。
術（じゅつ）
名を縛ることで相手に技をかける技術。その特性上相手の名前を知らなければ術をかけることはできず、自分より格上の存在にかけることはできない。この場合の「格」は、単なる技術や人格だけではなく、相手に対し恩や負い目などを抱くことで生じる相対的な上下関係も含まれる。使い方を間違えれば主を刺す危険な術である。
神の秘め事
神器の生前の記憶および同時に召し上げた真名（生前の名）のこと。神器に対する最大の禁忌。真名を神器に教えると神器は生前の記憶を思い出すと同時に、ほぼすべての者が自身が死の直前に抱いた激しい感情に支配され、体は「業の塊」と呼ばれる醜い姿に転じ、二度と救われることはなくなる。ただし、ごく稀に自身の生前の記憶を取り戻しても妖に転じない神器も存在する。

眷属
神に仕える存在全般を指す。神器はもちろん神器以外の存在も含み、眷属が必ずしも（元）人間とは限らない。例えば天神に仕える梅の木の精の梅雨が「神器ではない眷属」である。
道標（みちしるべ） / 道司（みちつかさ）
神に従いその道（神としての有様）を示す眷属のこと。神は本来、神としての役割に純粋なため人間にとって善にも悪にもなりえる存在であり、その神を「人間にとって善たる存在」へと導くのが道標である。神器が大勢存在する場合はその中の一人が正義の指針となるが、夜トや小福のように神器を一人しか持たないものは必然的にその一人が道標となる。また天神の道標である梅雨のような、神器以外の眷属が道標となるのは非常に珍しい。神の半身ともいえる存在であるため、何事にも動じず「善」の指針となることが必要とされる。

妖（あやかし）
呪や念が絡んだ彼岸の存在。弱った人間に憑く魔の物。陰鬱な空気を好む。神器以外では傷つけることができない。妖に障られた死霊や神を刺した神器が放置された場合の終着点。
時化（しけ）
彼岸の住民である妖が好む陰鬱な空気のこと。それが発生することを「時化る」という。
ヤスみ、ヤスむ
｢病｣の忌み言葉であり、不浄を受けることを指す。ヤスんだ部分は変色し周囲の者にも伝染し、手水舎の清水などで清めない限り体を蝕み続ける。また、神器が神を刺して生まれたヤスみは清めただけでは完治しないため、上記の「禊」が必要となる。
風穴（ふうけつ）
妖が出てくる場所で黄泉にあいた穴。基本的に不規則に発生する。
面の妖
目玉模様の面をつけた妖の総称で、高天原では「呪によって使役される妖」とされている。妖に仮名をつけて操る技術だが、使役者自身を刺すことになるので本来それを行う神が存在することはできないとされる。本能に逆らって主の命に忠実に従うという特徴がある。
黄泉の言の葉（よみのことのは）
妖を生み出す、筆の形をした道具。元々はイザナミが自分の話し相手を得るために作った物であり、目の模様を白面に記し、適当に名を呼ぶことで使役が可能となる。生み出した妖は人間に憑依させ、その相手を自在に操ることが可能となる。黄泉から持ち出された言の葉は2本存在し、現在はそのどちらも父様が所持している。2本目は能力が向上しており、手近な紙で容易に生み出すことが可能となっている。

高天原（たかまがはら）
日本の神々が住まう世界。彼岸の地。社を通じて此岸と行き来が出来る。此岸とは時間の流れが違い、季節はあってないようなものである。神々の住居のほか、役所や神器労働基準監督署などが存在する。此岸の人間に社を作られ祀られることで、正式な神と認定され神籍と住居用の土地を与えられるシステムらしい。
神議（かむはかり）
日本全国の神が出雲に集まって話し合う会議。高天原に神籍を持ち、同時に正式に神と認められていないと招集されない。緊急時には時期に関係なく招集される。これまでには、夜トと毘沙門天の戦いの後や、恵比寿の妖使役容疑時などに招集されている。年に一度、10月に行われる定例会では、1年間の人気ランキングの発表や縁結びの儀などが行われる。

カピパーランド
夜トが日頃行きたいとねだっているテーマパーク。カピパーとは、このテーマパークのキャラクター（声 - 高橋伸也）で、犬にもムーミンにもカピバラにも似た着ぐるみ。

## 書誌情報
- あだちとか 『ノラガミ』 講談社〈KCGM〉、全27巻[9]
  1. 2011年7月15日発売、ISBN 978-4-06-371294-0
  2. 2011年10月17日発売、ISBN 978-4-06-371308-4
  3. 2012年2月17日発売、ISBN 978-4-06-371323-7
  4. 2012年6月15日発売、ISBN 978-4-06-371336-7
  5. 2012年10月17日発売、ISBN 978-4-06-371350-3
  6. 2013年2月15日発売、ISBN 978-4-06-371366-4
  7. 2013年6月17日発売、ISBN 978-4-06-371379-4
  8. 2013年10月17日発売、ISBN 978-4-06-371394-7
  9. 2013年12月17日発売、ISBN 978-4-06-371402-9
    - CD付き限定版 2013年12月17日発売 ISBN 978-4-06-358478-3

  10. 2014年2月17日発売、ISBN 978-4-06-371412-8
    - DVD付き限定版 2014年2月17日発売 ISBN 978-4-06-358479-0

  11. 2014年7月17日発売、ISBN 978-4-06-371430-2
    - DVD付き限定版 2014年7月17日発売 ISBN 978-4-06-358480-6

  12. 2014年11月17日発売、ISBN 978-4-06-371448-7
  13. 2015年4月17日発売、ISBN 978-4-06-371460-9
  14. 2015年9月17日発売、ISBN 978-4-06-371483-8
    - ラバーストラップ付き限定版 2015年9月17日発売 ISBN 978-4-06-362300-0

  15. 2015年11月17日発売、ISBN 978-4-06-371494-4
    - DVD付き限定版 2015年11月17日発売、ISBN 978-4-06-358774-6

  16. 2016年3月17日発売、ISBN 978-4-06-392515-9
    - DVD付き限定版 2016年3月17日発売、ISBN 978-4-06-358775-3

  17. 2016年7月15日発売、ISBN 978-4-06-392531-9
  18. 2017年2月17日発売、ISBN 978-4-06-392567-8
  19. 2018年8月17日発売、ISBN 978-4-06-392587-6
  20. 2019年2月15日発売、ISBN 978-4-06-514491-6
    - 拾遺集 弐付き特装版 2019年2月15日発売、ISBN 978-4-06-514492-3

  21. 2019年10月17日発売、ISBN 978-4-06-517367-1
  22. 2020年6月17日発売、ISBN 978-4-06-519753-0
  23. 2021年2月17日発売、ISBN 978-4-06-522100-6
  24. 2021年10月15日発売、ISBN 978-4-06-524859-1
    - 拾遺集 参付き特装版 2021年10月15日発売、ISBN 978-4-06-523373-3

  25. 2022年6月16日発売、ISBN 978-4-06-527772-0
  26. 2023年2月16日発売、ISBN 978-4-06-530535-5
  27. 2024年2月16日発売、ISBN 978-4-06-534201-5
- あだちとか 『ノラガミ拾遺集』 講談社〈KCGM〉 既刊3巻（2021年10月15日現在） - 月刊少年マガジン+などに掲載された番外編を収録した短編集。
  1. 第壱巻 2013年11月15日発売、ISBN 978-4-06-371398-5
  2. 第弐巻 コミックス第20巻特装版に付属。
  3. 第参巻 コミックス第24巻特装版に付属。
- あだちとか 『ノラガミ 新装版』 講談社〈KCデラックス〉、全14巻
  1. 2024年12月17日発売[10][11]、ISBN 978-4-06-538153-3
  2. 2025年1月17日発売[12]、ISBN 978-4-06-538214-1
  3. 2025年1月17日発売[13]、ISBN 978-4-06-538213-4
  4. 2025年2月17日発売[14]、ISBN 978-4-06-538206-6
  5. 2025年2月17日発売[15]、ISBN 978-4-06-538207-3
  6. 2025年3月17日発売[16]、ISBN 978-4-06-538208-0
  7. 2025年3月17日発売[17]、ISBN 978-4-06-538210-3
  8. 2025年4月16日発売[18]、ISBN 978-4-06-538219-6
  9. 2025年4月16日発売[19]、ISBN 978-4-06-538215-8
  10. 2025年5月16日発売[20]、ISBN 978-4-06-538209-7
  11. 2025年5月16日発売[21]、ISBN 978-4-06-538211-0
  12. 2025年6月17日発売[22]、ISBN 978-4-06-538212-7
  13. 2025年6月17日発売[23]、ISBN 978-4-06-538217-2
  14. 2025年7月16日発売[24]、ISBN 978-4-06-538216-5

## アニメ
| 原作                 | あだちとか（「月刊少年マガジン」 連載中/ 講談社）                                                  |
| 監督                 | タムラコータロー                                                                                   |
| シリーズ構成         | 赤尾でこ                                                                                           |
| キャラクターデザイン | 川元利浩                                                                                           |
| 妖・神器デザイン     | 佐藤雅弘                                                                                           |
| 美術監督             | 永井一男                                                                                           |
| 色彩設計             | 梅崎ひろこ                                                                                         |
| 撮影監督             | 古本真由子                                                                                         |
| 編集                 | 坂本久美子                                                                                         |
| 音響監督（第2期）    | 飯田里樹                                                                                           |
| 音楽                 | 岩崎琢 小西香葉・近藤由紀夫（第2期） ELECTROCUTICA（第2期）                                        |
| チーフプロデューサー | 南雅彦、大山良、立石謙介                                                                           |
| プロデューサー       | 天野直樹、飯泉朝一、寺尾友里 田中葉子、中川岳                                                      |
| プロデューサー       | （第1期）古川慎 黒田康太、堂下律明                                                                 |
| プロデューサー       | （第2期）遠藤哲哉、飯塚寿雄 柳村努、伊藤幸弘、麻生徹                                               |
| アニメーション制作   | ボンズ                                                                                             |
| 製作                 | ノラガミ製作委員会（第1期） OAD/ノラガミ製作委員会（OAD） 「ノラガミ ARAGOTO」 製作委員会（第2期） |

2014年1月から3月まで放送された。全12話。また、原作の第10巻・第11巻にOADが付属され、第1話は原作第25話・神憑りの話、第2話は原作第24話・お花見の話が映像化された。
2014年4月1日のエイプリルフール企画では、公式サイトが『ノラネコ』へ変更され、登場キャラクターがネコミミ姿でSD化したオリジナルのBD/DVD発売告知映像が制作された。
2015年4月にテレビアニメ第2期の制作が決定し、同年10月より12月まで『ノラガミ ARAGOTO』（ノラガミ アラゴト）のタイトルで放送された。

### 製作
監督はアニメ映画『おおかみこどもの雨と雪』の助監督を経て本作で初監督を務めるタムラコータロー、シリーズ構成は『荒川アンダー ザ ブリッジ』や『謎の彼女X』の赤尾でこ、キャラクターデザインは『カウボーイビバップ 天国の扉』や『トワノクオン』の川元利浩、アニメーション制作は、『鋼の錬金術師』や『エウレカセブンAO』のボンズが、それぞれ担当する。なお、エンディングには毎日放送プロデューサーの丸山博雄が「協力」としてクレジットされている。
原作の第1話を読んだ時点で着目していたボンズのプロデューサーの南雅彦が、『おおかみこどもの雨と雪』の制作が終了した辺りでタムラコータローへ話を持ちかけてきた作品の1つが本作だった。あまり漫画を読まないタムラにとっては本作も知らない作品の1つだったが、読み進めるうちにどこかで見たような要素の組み合わせにおもしろさを感じた彼は依頼に応じて監督となり、ハードな展開の入り口部分は気を付けながら常に原作に沿いたいと制作に務めた。
基本的に原作のあだちとかからは一任されているが、脚本の打ち合わせには担当編集者が毎回必ず出席しており、不明な点があるとすぐにあだちと電話で確認してもらううえ、原作で外したくない点の指摘も受けている。当初から夜ト・ひより・雪音ら主人公3人の関係性に重点が置かれており、疑似家族感が本作の大きな魅力とされている。また、ひよりのキャラクター性にはかなり気が使われている。
アクション演出は夜トの強さによる斬撃の盛り上がりの不足を考慮し、あだちや編集者と一緒に決め台詞が考案された。画面演出は心情表現を丁寧に描く意味から平凡なものとなっているが、ギャグとシリアスのバランスには毎回悩んでおり、軽いノリの中で後半のシリアス展開を匂わせている。
萌え演出はポルノまがいのものになっている近年の傾向に反し、原作に沿った「ちょっとハズしてる感じ」を出すことで、過度のエロさを出さないように心掛けられている。
アニメオリジナル要素は、全12話という尺では原作で人気の高い「毘沙門編」や「禊」を描けないという理由から、最初に主人公3人が上手く行きそうな気配を見せてからその関係性を崩すことで視聴者の応援を呼び起こし、元へ戻すという構成が取られた。そのため、テレビアニメ版では原作の第1話で描かれたいじめの話が、視聴者の1話切りを防ぐ意味からも第8話で扱われている。この改変についてタムラは、「原作をないがしろにするつもりは全くありません」と答えている。アニメオリジナルキャラクターの蠃蚌も、制作時点で原作が連載中であることを踏まえた「原作の未来を奪わない形で決着をつけられないか」との構想から、登場となった。また、主人公3人の動機や行動原理はあだちとの話し合いを経て大切に模索されており、3人の担当声優もキャラクター性・バランス・本作のテーマを考慮して長時間のオーディションで選ばれた。それゆえ、『おおかみこどもの雨と雪』と違って俳優ではなく声優が起用されている。

### 沿革
2013年6月16日にテレビアニメ化が発表された後、同年9月6日には公式サイトが開設され、メインビジュアルやスタッフが公開されると共に電話企画『夜ト電話』で夜トの声が先行公開された。なお、キャストについては同年10月4日に一挙発表された。
2014年2月13日には、レコチョクが実施した「人気冬アニメランキング」で第1位の『鬼灯の冷徹』に次いで第2位となったことが報じられた。
2014年5月9日には、同年4月時点で着信数が100万件を突破した『夜ト電話』が24時をもって終了することを記念し、21時 - 23時を総復習タイムとしてボイスパターンを切り替えていくスペシャル企画が実施された。2015年にはアニメ第2期決定に伴い『夜ト電話』が復活した。

### トラブル
2015年10月から放送が開始された第2期『ノラガミ ARAGOTO』のBGMに、イスラム教で礼拝を呼びかけるアザーンが使用されていたことが明らかとなり、同年12月5日に製作委員会が「イスラム教やその信者らへの侮辱や冒涜の意思は無かった」と謝罪。同年11月25日に発売済みだったサウンドトラックが回収され、BD・DVDの発売が延期になる事態となった。その後、BSフジは番組紹介ページで「この事態を重く受け止めており、当分の間、放送を休止する」と発表。後にBSフジは、キッズ・アニメーションのサイト上で「編成上の都合により放送を終了を発表し9話で打ち切った。残りの10話 - 13話は2016年1月にBS11で放送された。BSフジ以外の他の放送局TOKYO MX、MBS、テレビ愛知では最終回まで放送し通したが、BSフジのみ中止し対応が分かれた。

### 主題歌
「午夜の待ち合わせ」
第1期オープニングテーマ。作詞・作曲はシュンタロウ、編曲・歌はHello Sleepwalkers。
「狂乱 Hey Kids!!」
第2期オープニングテーマ。作詞・作曲は山中拓也、編曲・歌はTHE ORAL CIGARETTES。

#### エンディングテーマ
2期とも作詞・作曲・編曲はryo、歌はTia。
「ハートリアライズ」
第1期エンディングテーマ。
「ニルバナ」
第2期エンディングテーマ。

### 各話リスト
| 話数                      | サブタイトル       | 脚本              | 絵コンテ          | 演出              | 作画監督                                                            | 総作画監督        | 初放送日          |                   |                   |                   |                   |                   |                   |                   |                   |                   |                   |                   |                   |                   |                   |                   |                   |                   |
| 第1期『ノラガミ』         | 第1期『ノラガミ』  | 第1期『ノラガミ』 | 第1期『ノラガミ』 | 第1期『ノラガミ』 | 第1期『ノラガミ』                                                   | 第1期『ノラガミ』 | 第1期『ノラガミ』 | 第1期『ノラガミ』 | 第1期『ノラガミ』 | 第1期『ノラガミ』 | 第1期『ノラガミ』 | 第1期『ノラガミ』 | 第1期『ノラガミ』 | 第1期『ノラガミ』 | 第1期『ノラガミ』 | 第1期『ノラガミ』 | 第1期『ノラガミ』 | 第1期『ノラガミ』 | 第1期『ノラガミ』 | 第1期『ノラガミ』 | 第1期『ノラガミ』 | 第1期『ノラガミ』 | 第1期『ノラガミ』 | 第1期『ノラガミ』 |
| ------------------------- | ------------------ | ----------------- | ----------------- | ----------------- | ------------------------------------------------------------------- | ----------------- | ----------------- | ----------------- | ----------------- | ----------------- | ----------------- | ----------------- | ----------------- | ----------------- | ----------------- | ----------------- | ----------------- | ----------------- | ----------------- | ----------------- | ----------------- | ----------------- | ----------------- | ----------------- |
| 1                         | 家猫と野良神と尻尾 | 赤尾でこ          | タムラコータロー  | 末田宜史          | 山崎秀樹                                                            | 川元利浩 山崎秀樹 | 2014年 1月5日     |                   |                   |                   |                   |                   |                   |                   |                   |                   |                   |                   |                   |                   |                   |                   |                   |                   |
| 2                         | 雪のような         | 赤尾でこ          | タムラコータロー  | ヤマトナオミチ    | 堀川耕一                                                            | 川元利浩 山崎秀樹 | 1月12日           |                   |                   |                   |                   |                   |                   |                   |                   |                   |                   |                   |                   |                   |                   |                   |                   |                   |
| 3                         | 招かれた厄災       | 赤尾でこ          | 望月智充          | 宮原秀二          | 水畑健二                                                            | 川元利浩 山崎秀樹 | 1月19日           |                   |                   |                   |                   |                   |                   |                   |                   |                   |                   |                   |                   |                   |                   |                   |                   |                   |
| 4                         | しあわせの在処     | 福田裕子          | 寺東克己          | 中村里美          | 諏訪真弘                                                            | 山崎秀樹          | 1月26日           |                   |                   |                   |                   |                   |                   |                   |                   |                   |                   |                   |                   |                   |                   |                   |                   |                   |
| 5                         | 境界線             | 和場明子          | 小林寛            | 塚田拓郎          | 小森秀人                                                            | 川元利浩          | 2月2日            |                   |                   |                   |                   |                   |                   |                   |                   |                   |                   |                   |                   |                   |                   |                   |                   |                   |
| 6                         | コワイヒト         | 赤尾でこ          | 野村和也          | 飛田剛            | 可児里未                                                            | 山崎秀樹          | 2月9日            |                   |                   |                   |                   |                   |                   |                   |                   |                   |                   |                   |                   |                   |                   |                   |                   |                   |
| 7                         | 迷い事、定め事     | 赤尾でこ          | 望月智充          | ヤマトナオミチ    | 松田剛吏                                                            | 川元利浩          | 2月16日           |                   |                   |                   |                   |                   |                   |                   |                   |                   |                   |                   |                   |                   |                   |                   |                   |                   |
| 8                         | 一線を越えて       | 福田裕子          | 迫井政行          | 宮原秀二          | 堀川耕一 伊部由起子                                                 | 山崎秀樹          | 2月23日           |                   |                   |                   |                   |                   |                   |                   |                   |                   |                   |                   |                   |                   |                   |                   |                   |                   |
| 9                         | 名前               | 福田裕子          | 末田宜史 寺東克己 | 中村里美          | 水畑健二 青野厚司                                                   | 川元利浩          | 3月2日            |                   |                   |                   |                   |                   |                   |                   |                   |                   |                   |                   |                   |                   |                   |                   |                   |                   |
| 10                        | 忌むべき者         | 福田裕子          | 大橋誉志光        | 塚田拓郎          | 小森秀人 阿部尚人                                                   | 川元利浩          | 3月9日            |                   |                   |                   |                   |                   |                   |                   |                   |                   |                   |                   |                   |                   |                   |                   |                   |                   |
| 11                        | 棄てられた神       | 赤尾でこ          | 平川哲生          | 平川哲生          | 堀川耕一 可児里未                                                   | 山崎秀樹          | 3月16日           |                   |                   |                   |                   |                   |                   |                   |                   |                   |                   |                   |                   |                   |                   |                   |                   |                   |
| 12                        | 一片の記憶         | 赤尾でこ          | 高田耕一          | 飛田剛            | 水畑健二 青野厚司                                                   | 山崎秀樹          | 3月23日           |                   |                   |                   |                   |                   |                   |                   |                   |                   |                   |                   |                   |                   |                   |                   |                   |                   |
| 第2期『ノラガミ ARAGOTO』 |                    |                   |                   |                   |                                                                     |                   |                   |                   |                   |                   |                   |                   |                   |                   |                   |                   |                   |                   |                   |                   |                   |                   |                   |                   |
| 1                         | 諱、握りて         | 赤尾でこ          | タムラコータロー  | 飛田剛            | 水畑健二                                                            | 川元利浩          | 2015年 10月3日    |                   |                   |                   |                   |                   |                   |                   |                   |                   |                   |                   |                   |                   |                   |                   |                   |                   |
| 2                         | 彼女の思い出       | 赤尾でこ          | タムラコータロー  | 阿部雅司          | 可児里未                                                            | 山崎秀樹          | 10月10日          |                   |                   |                   |                   |                   |                   |                   |                   |                   |                   |                   |                   |                   |                   |                   |                   |                   |
| 3                         | イツワリノ絆       | 赤尾でこ          | 寺東克己          | 中川聡            | 藤巻裕一                                                            | 小池智史          | 10月17日          |                   |                   |                   |                   |                   |                   |                   |                   |                   |                   |                   |                   |                   |                   |                   |                   |                   |
| 4                         | 願                 | 福田裕子          | 平川哲生          | 筑紫大介          | 堀川耕一                                                            | 小池智史          | 10月24日          |                   |                   |                   |                   |                   |                   |                   |                   |                   |                   |                   |                   |                   |                   |                   |                   |                   |
| 5                         | 神祝き、呪きき     | 和場明子          | 迫井政行          | 阿部雅司          | 三輪和宏                                                            | -                 | 10月31日          |                   |                   |                   |                   |                   |                   |                   |                   |                   |                   |                   |                   |                   |                   |                   |                   |                   |
| 6                         | 為すべきこと       | 和場明子          | 五十嵐卓哉        | 飛田剛            | 水畑健二 可児里未                                                   | 小池智史          | 11月7日           |                   |                   |                   |                   |                   |                   |                   |                   |                   |                   |                   |                   |                   |                   |                   |                   |                   |
| 7                         | 神様の祀り方       | 赤尾でこ          | 宮尾佳和          | 野亦則行          | 徳岡紘平                                                            | 川元利浩          | 11月14日          |                   |                   |                   |                   |                   |                   |                   |                   |                   |                   |                   |                   |                   |                   |                   |                   |                   |
| 8                         | 禍津神             | 福田裕子          | 伊藤智彦          | 無田武            | Shin Hyung Woo Lee Eun Young                                        | 山崎秀樹          | 11月21日          |                   |                   |                   |                   |                   |                   |                   |                   |                   |                   |                   |                   |                   |                   |                   |                   |                   |
| 9                         | 糸の切れる音       | 福田裕子          | 増井壮一          | 中川聡            | 藤巻裕一 関口亮輔                                                   | 小池智史          | 11月28日          |                   |                   |                   |                   |                   |                   |                   |                   |                   |                   |                   |                   |                   |                   |                   |                   |                   |
| 10                        | 斯く在りし望み     | 赤尾でこ          | 迫井政行          | 筑紫大介          | 堀川耕一 秋山英一 阪本望実                                          | 山崎秀樹          | 12月5日           |                   |                   |                   |                   |                   |                   |                   |                   |                   |                   |                   |                   |                   |                   |                   |                   |                   |
| 11                        | 黄泉返り           | 和場明子          | 平川哲生          | 宮原秀二          | 三輪和宏 藤巻裕一 小美野雅彦 秋山英一                               | 小池智史          | 12月12日          |                   |                   |                   |                   |                   |                   |                   |                   |                   |                   |                   |                   |                   |                   |                   |                   |                   |
| 12                        | 君の呼ぶ声         | 赤尾でこ          | 迫井政行          | 阿部雅司          | 水畑健二 山崎秀樹 秋山英一 門智明 丹澤学 福永智子 阪本望実 関口亮輔 | 山崎秀樹          | 12月19日          |                   |                   |                   |                   |                   |                   |                   |                   |                   |                   |                   |                   |                   |                   |                   |                   |                   |
| 13                        | 福の神の言伝       | 赤尾でこ          | 松尾衡            | 飛田剛            | 三輪和宏 堀川耕一 山崎秀樹 藤巻裕一 秋山英一 丹澤学 小美野雅彦      | 川元利浩          | 12月26日          |                   |                   |                   |                   |                   |                   |                   |                   |                   |                   |                   |                   |                   |                   |                   |                   |                   |

| サブタイトル                              | 脚本     | 絵コンテ   | 演出       | 作画監督            | 総作画監督 | 発売日          |
| ----------------------------------------- | -------- | ---------- | ---------- | ------------------- | ---------- | --------------- |
| 神憑り、神祟り                            | 福田裕子 | 高田耕一   | 菊池聡延   | 菊池聡延            | 山崎秀樹   | 2014年 2月17日  |
| 春の日の約束                              | 福田裕子 | 寺東克己   | 宮原秀二   | 松田剛吏 伊部由紀子 | 川元利浩   | 7月17日         |
| 夜ト神連続殺人事件 ノラガミサスペンス劇場 | 福田裕子 | 出合小都美 | 羽原久美子 | 牧内ももこ          | 山崎秀樹   | 2015年 11月17日 |
| 一緒に写真を                              | 福田裕子 | 出合小都美 | 守田芸成   | 古賀誠              | 小池智史   | 3月17日         |

### 放送局
| 放送期間               | 放送時間                     | 放送局     | 対象地域   | 備考         |
| ---------------------- | ---------------------------- | ---------- | ---------- | ------------ |
| 2014年1月5日 - 3月23日 | 日曜 23:30 - 月曜 0:00       | TOKYO MX   | 東京都     |              |
| 2014年1月7日 - 3月25日 | 火曜 2:25 - 2:55（月曜深夜） | 毎日放送   | 近畿広域圏 |              |
| 2014年1月8日 - 3月26日 | 水曜 3:00 - 3:30（火曜深夜） | BS11       | 日本全域   | 『ANIME+』枠 |
| 2014年1月9日 - 3月27日 | 木曜 3:05 - 3:35（水曜深夜） | テレビ愛知 | 愛知県     |              |

| 配信開始日    | 配信時間                   | 配信サイト         | 備考                          |
| ------------- | -------------------------- | ------------------ | ----------------------------- |
| 2014年1月17日 | 金曜 0:00（木曜深夜） 更新 | バンダイチャンネル |                               |
| 2014年1月10日 | 金曜 0:30（木曜深夜） 更新 | ニコニコチャンネル | 第1話無料、第2話以降1週間無料 |

| 放送期間               | 放送時間               | 放送局  | 対象地域 | 備考                                                        |
| ---------------------- | ---------------------- | ------- | -------- | ----------------------------------------------------------- |
| 2014年1月8日 - 3月26日 | 水曜 23:30 - 木曜 0:00 | ANIPLUS | 韓国全域 | CS放送、IP放送、ケーブルテレビ、ネット配信 / 韓国語字幕あり |

| 放送期間                     | 放送時間                             | 放送局   | 対象地域   | 備考                                                        |
| ---------------------------- | ------------------------------------ | -------- | ---------- | ----------------------------------------------------------- |
| 2015年10月3日 - 12月30日     | 土曜 1:05 - 1:35（金曜深夜）         | TOKYO MX | 東京都     | 11話以降1週遅れのため、13話は水曜（火曜深夜）に放送された。 |
| 2015年10月3日 - 12月26日     | 土曜 3:10 - 3:40（金曜深夜）         | 毎日放送 | 近畿広域圏 |                                                             |
| 2015年10月5日 - 11月30日     | 月曜 1:00 - 1:30（日曜深夜）         | BSフジ   | 日本全域   | 製作委員会参加 9話で打ち切り。 10話 - 13話の放送はなし。    |
| 2015年10月6日 - 12月28日     | 火曜 1:28 - 1:58（月曜深夜）         | 熊本放送 | 熊本県     | 2015年12月28日は2話一挙放送。                               |
| 2015年10月9日 - 2016年1月1日 | 金曜 23:30 - 土曜 0:00               | AT-X     | 日本全域   | リピート放送あり                                            |
| 2016年1月21日・1月22日       | 木・金曜 2:30 - 3:30（水・木曜深夜） | BS11     | 日本全域   | 10話 - 13話のみ放送。 両日とも2話一挙放送。                 |

| 配信開始日                   | 配信時間        | 配信サイト                                                                       | 備考                                                              |
| ---------------------------- | --------------- | -------------------------------------------------------------------------------- | ----------------------------------------------------------------- |
| 2015年10月5日                | 月曜 12:00 更新 | dTV・UULA・GYAO!                                                                 | GYAO!：第1話無料、第2話以降1週間無料                              |
| 2015年10月7日                | 水曜 12:00 更新 | 楽天ショウタイム・J:COMオンデマンド・ビデオマーケット                            |                                                                   |
| 2015年10月9日 - 2016年1月1日 | 金曜 12:00 更新 | バンダイチャンネル・ひかりTV・ニコニコチャンネル ・TSUTAYA TV・PlayStation Video | バンダイチャンネル・ニコニコチャンネル： 第1話無料、第2話以降有料 |

### BD / DVD
| 巻 | 発売日        | 収録話          | 規格品番     | 規格品番     |
| 巻 | 発売日        | 収録話          | BD           | DVD          |
| -- | ------------- | --------------- | ------------ | ------------ |
| 1  | 2014年3月26日 | 第1話 - 第2話   | AVXA-74246/B | AVBA-74237/B |
| 2  | 2014年4月9日  | 第3話 - 第4話   | AVXA-74247/B | AVBA-74238/B |
| 3  | 2014年5月9日  | 第5話 - 第6話   | AVXA-74248/B | AVBA-74239/B |
| 4  | 2014年6月11日 | 第7話 - 第8話   | AVXA-74249/B | AVBA-74240/B |
| 5  | 2014年7月9日  | 第9話 - 第10話  | AVXA-74250/B | AVBA-74241/B |
| 6  | 2014年8月13日 | 第11話 - 第12話 | AVXA-74251/B | AVBA-74242/B |

| 巻 | 発売日        | 収録話          | 規格品番     | 規格品番     |
| 巻 | 発売日        | 収録話          | BD           | DVD          |
| -- | ------------- | --------------- | ------------ | ------------ |
| 1  | 2016年2月19日 | 第1話 - 第3話   | EYXA-10660/B | EYBA-10654/B |
| 2  | 2016年3月4日  | 第4話 - 第5話   | EYXA-10661/B | EYBA-10655/B |
| 3  | 2016年3月25日 | 第6話 - 第7話   | EYXA-10662/B | EYBA-10656/B |
| 4  | 2016年4月29日 | 第8話 - 第9話   | EYXA-10663/B | EYBA-10657/B |
| 5  | 2016年5月27日 | 第10話 - 第11話 | EYXA-10664/B | EYBA-10658/B |
| 6  | 2016年6月24日 | 第12話 - 第13話 | EYXA-10665/B | EYBA-10659/B |

## ゲーム
ノラガミ —神ト縁—
スマートフォン用ゲームとして、さくらソフトより2015年10月29日から2017年3月31日まで配信されていた 。ジャンルはカードバトルRPG。
オープニングテーマ
「夜ト光」（歌：小林竜之）

## 舞台

### -神と願い-
舞台「ノラガミ -神と願い-」のタイトルで2016年1月28日から1月31日にAiiA 2.5 Theater Tokyoで上演。主催はエイベックス・ピクチャーズ、演出・脚本は伊勢直弘が担当。

#### キャスト（-神と願い-）
舞台オリジナルキャラクター
- 優流 - 崎山つばさ

アンサンブル
守時悟、石原聖士、小山蓮司、原田将司、丸目聖人、宮迫誠、渡邉満

### -神と絆-
舞台「ノラガミ -神と絆-」のタイトルで2017年2月16日から2月26日にAiiA 2.5 Theater Tokyoで上演。

#### キャスト（-神と絆-）
舞台オリジナルキャラクター
- 敢御 - 中村龍介
- 颯丸 - 川隅美慎
- 禄丸 - NAO-G
- 瑞丸 - 丸目聖人

アンサンブル
守時悟、石原聖士、加賀功平、小山蓮司、原田将司、春山翔、宮迫誠、横井翔二郎